# NGC 1374
NGC 1374 é uma galáxia {{{typ}}} localizada na direcção da constelação de Fornax. Possui uma declinação de -35° 13' 33" e uma ascensão recta de 3 horas, 35 minutos e 16,6 segundos.
A galáxia NGC 1374 foi descoberta em 29 de Novembro de 1837 por John Herschel.